# 阿達雷區
阿達雷區是索馬利亞的一個區，位於該國東南部的中謝貝利州，首府為阿達雷。
穿越此區的摩加迪休-維拉布魯茲鐵路設有阿達雷站。

## 外部鏈結
- 阿達雷在Google地圖上的位置 （页面存档备份，存于）